# Hjelledøla
61°54′52″N 7°6′29″Ø / 61.91444°N 7.10806°Ø
Hjelledøla er en elv i Stryn kommune i Sogn og Fjordane fylke i Norge. Den er en del af Strynevassdraget og dannes ved sammenløbet af Skjerdingsdøla og Videdøla, og løber derfra mod vest gennem Hjelledalen til udmundingen i Oppstrynsvatnet ved Hjelle. Hjelledøla er 8,1 kilometer lang (28,4 km medregnet Videdøla), og har et afvandingsområde på 234,7 km². Middelvandføringen ved mundingen er 15,62 m³/s.
Strynevassdraget blev beskyttet mod kraftudbygning i Verneplan IV for vassdrag i 1993.